# Panic (film, 2000)
Pour les articles homonymes, voir Panic et Volte-Face.
Pour plus de détails, voir Fiche technique et Distribution.
Panic (ou Volte-Face au Québec) est un film américain de Henry Bromell, sorti en 2000.

## Synopsis
Alex est un tueur formé par son père. Il approche la quarantaine et se pose des questions, sa situation familiale devient difficile.

## Fiche technique
- Titre : Panic
- Titre québécois : Volte-Face
- Réalisation : Henry Bromell
- Scénario : Henry Bromell
- Musique : Brian Tyler
- Photographie : Jeffrey Jur
- Montage : Lynzee Klingman, Cindy Mollo et Brent White
- Production : Matt Cooper, Andrew Lazar et Lori Miller
- Société de production : Artisan Entertainment, Mad Chance, The Vault et Tin Toy Productions
- Pays :  États-Unis
- Genre : Comédie noire
- Durée : 88 minutes
- Dates de sortie : 
  -  États-Unis : 1er décembre 2000
  -  France : 4 juillet 2001

## Distribution
- William H. Macy (VQ : Hubert Gagnon) : Alex
- John Ritter (VQ : Jacques Lavallée) : Dr Josh Parks
- Neve Campbell (VQ : Lisette Dufour) : Sarah Cassidy
- Donald Sutherland (VF : Georges Claisse ; VQ : Jean-Marie Moncelet) : Michael
- Tracey Ullman (VQ : Johanne Garneau) : Martha
- Barbara Bain (VQ : Françoise Faucher) : Deidre
- David Dorfman (VQ : Xavier Dolan) : Sammy
- Tina Lifford (VQ : Sophie Faucher) : Dr Leavitt
- Bix Barnaba : Louie
- Nicholle Tom : Tracy
- Thomas Curtis : Alex à l'âge de 7 ans
- Andrea Taylor : Candice
- Steve Moreno : Sean
- Erica Ortega : Rachel
- Greg Pitts : Alex à l'âge de 20 ans
- Stewart J. Zully : Eddie
- Miguel Sandoval (VQ : Manuel Tadros) : Détective Larson
- Nick Cassavetes (VQ : Jean-Luc Montminy) : Barry

Source et légende : Version québécoise (VQ) sur Doublage QC